# Eduardo Laborde
Pour les articles homonymes, voir Laborde.

a Compétitions nationales et continentales officielles uniquement.

b Matchs officiels uniquement.
Eduardo Horacio Laborde, né le 19 octobre 1967 à Buenos Aires (Argentine) et décédé le 4 février 2015 à Pinamar (Argentine), est un joueur de rugby argentin, évoluant au poste de trois-quarts centre.

## Carrière

### Équipe nationale
Eduardo Laborde a connu trois sélections internationales en équipe d'Argentine, il fait ses débuts  le 4 octobre 1991 contre l'équipe d'Australie. Sa dernière apparition a lieu le 13 octobre 1991 contre les Samoa.

## Palmarès

### Sélections nationales
- 3 sélections en équipe d'Argentine
- Nombre de sélections par année : 3 en 1991

- Participation à la Coupe du monde de rugby 1991 : 3 matchs disputés comme titulaire.